# Plevel okoličnatý

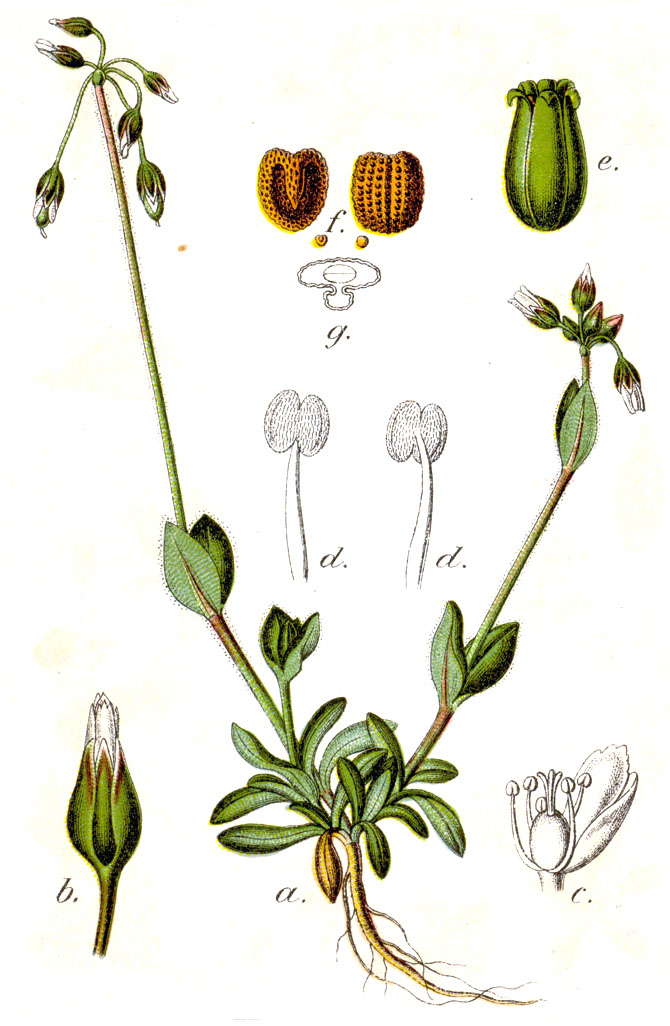
Nákres plevele okoličnatého

Plevel okoličnatý (Holosteum umbellatum) je jarní efemérní bylina která bývá zařazována (jak napovídá rodové jméno) mezi polní plevele. Je to jediný druh rodu plevel.

## Rozšíření
Roste v mírném až teplém podnebí od západní Evropy až po Střední Asii a vyskytuje se také v severozápadní Africe; zavlečen byl do Severní i Jižní Ameriky. V České republice se vyskytuje roztroušeně až hojně v teplých oblastech od nížin po střední pahorkatiny, hlavně na sušších a dobře osluněných místech. Osídluje výslunné stráně, pole, úhory, vinice, okraje cest, rumiště i náspy, upřednostňuje hlinito-písčité půdy.

## Popis
Krátkověká, efemérní, lysá rostlina sivozeleně zbarvená s lodyhami vysokými 5 až 30 cm. Na podzim nebo časně z jara rostou z niťovitého kořene ve zdánlivé růžici obkopinaté přízemní listy s řapíky a z nich vyrůstá tenká, jednoduchá nebo již od báze rozvětvená, vystoupavá až přímá lodyha. Má dvě až tři internodia a je porostlá dvěma až třemi páry vstřícných, přisedlých, 1 až 3 cm dlouhých listů s mírně masitými, vejčitými až kopinatými čepelemi které jsou po obvodě celistvé a vrchol mohou mít špičatý či tupý. Rostlina je zbarvena žlutozeleně, modrozeleně nebo má fialový nádech, v době zrání plodů je nahnědlá.
Květenství tvořeno pěti až třinácti oboupohlavnými květy je okolíkovitě stažený vrcholík. Nestejně dlouhé květní stopky, 0,5 až 1,5 cm, jsou zpočátku vzpřímené, po opylení vodorovně odstávají nebo se dokonce sklápějí, při dozrávání plodů se jednou tolik prodlužují a opět vztyčují. Z listenů asi 2 mm dlouhých a bíle lemovaných vyrůstají pětičetné květy. Vytrvalé, zelené kališní plátky jsou vejčité až kopinaté, po obvodě blanité a celistvé, na koncích zašpičatělé. Úzké, obvejčité korunní plátky jsou dlouhé 2,5 až 5 mm (dvojnásobně delší než kališní), bíle až narůžověle zbarvené a na koncích mívají tři nestejné zuby. V květu bývá tři až pět tyčinek a jednodílný svrchní semeník se třemi čnělkami. Květy vykvétají od počátku března do počátku května. Obvykle jsou opylovány hmyzem, za nepříznivého počasí se vůbec neotvírají a opylují se kleistogamicky.
Plod je 5 až 6 mm dlouhla, vejčitá tobolka otvírající se za slunného počasí šesti zuby. Do půli je obalena trvalým kalichem a obsahuje 35 až 60 zploštělých bradavčitých semen dlouhých 0,8 mm a širokých 0,5 mm. Čočkovitá semena jsou oranžová až hnědá, ve středu prohloubené strany mají podélný výrůstek a na vypouklé straně podélnou rýhu. Počet chromozomů x = 10, mimo diploidních rostlin 2n = 20 rostoucích ve Střední Evropě se ve Středomoří vyskytují i tetraploidní 2n = 40.

## Rozmnožování
Plevel okoličnatý se rozmnožuje pouze pohlavně semeny která po opylení rychle uzrávají. Silná rostlina vyprodukuje až několik stovek semen která brzy po vysemenění (koncem května a počátkem června) ještě neklíčí. Teprve až na podzim, po delším pobytu v půdě, počínají jednotlivě vyrůstat nové rostlinky. Časně z jara po přezimování již semena klíčí hromadně. Počet rostlin na stanovišti se může rok od roku měnit v závislosti od zimního počasí a od klíčivosti semen.

## Význam
Někdy zapleveluje porosty ozimých obilovin a jetelovin, využívá své schopnosti růst v časném a chladném jarním období. Jedná se však o málo významný plevel s nízkou schopností konkurence a krátkou dobou výskytu, brzy je kulturními plodinami přerůstán a potlačován. Navíc je silně krátkověký, v červnu již po něm není na polích ani stopa.

## Taxonomie
V minulosti se rozlišovaly dva poddruhy plevele okoličnatého, v současnosti se druh v rámci středoevropské části areálu dělí do dvou variet které se mnohdy se vyskytují na společných stanovištích. Prvou je na této stránce popisovaný plevel okoličnatý pravý (Holosteum umbellatum L. var. umbelatum). Druhou varietou je plevel okoličnatý žláznatý (Holosteum umbellatum L. var. parceglandulosum) Schur, který je oproti prvé hustě žláznatě chlupatý a má vždy bílé květy.

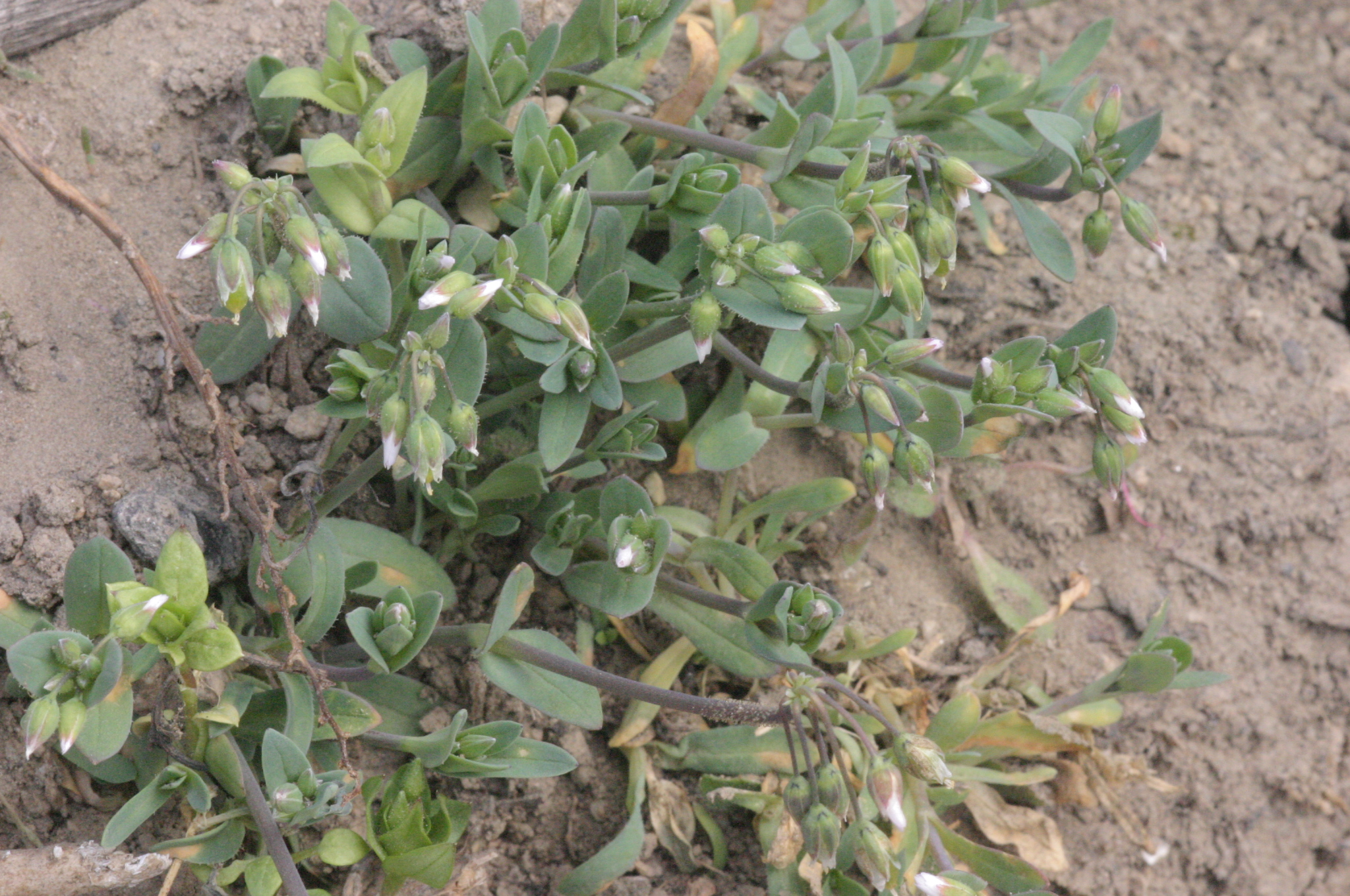
Před květem
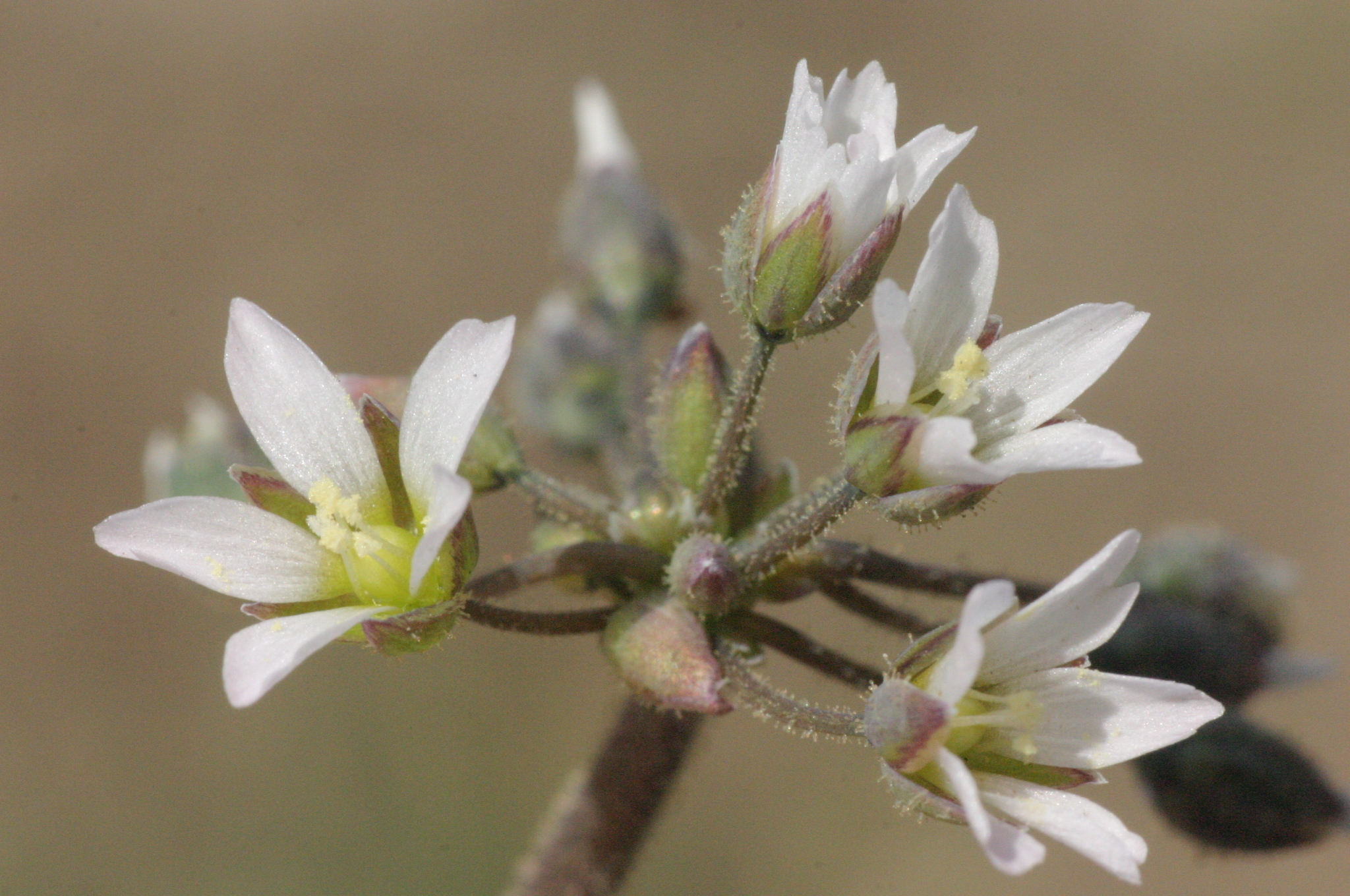
Květenství
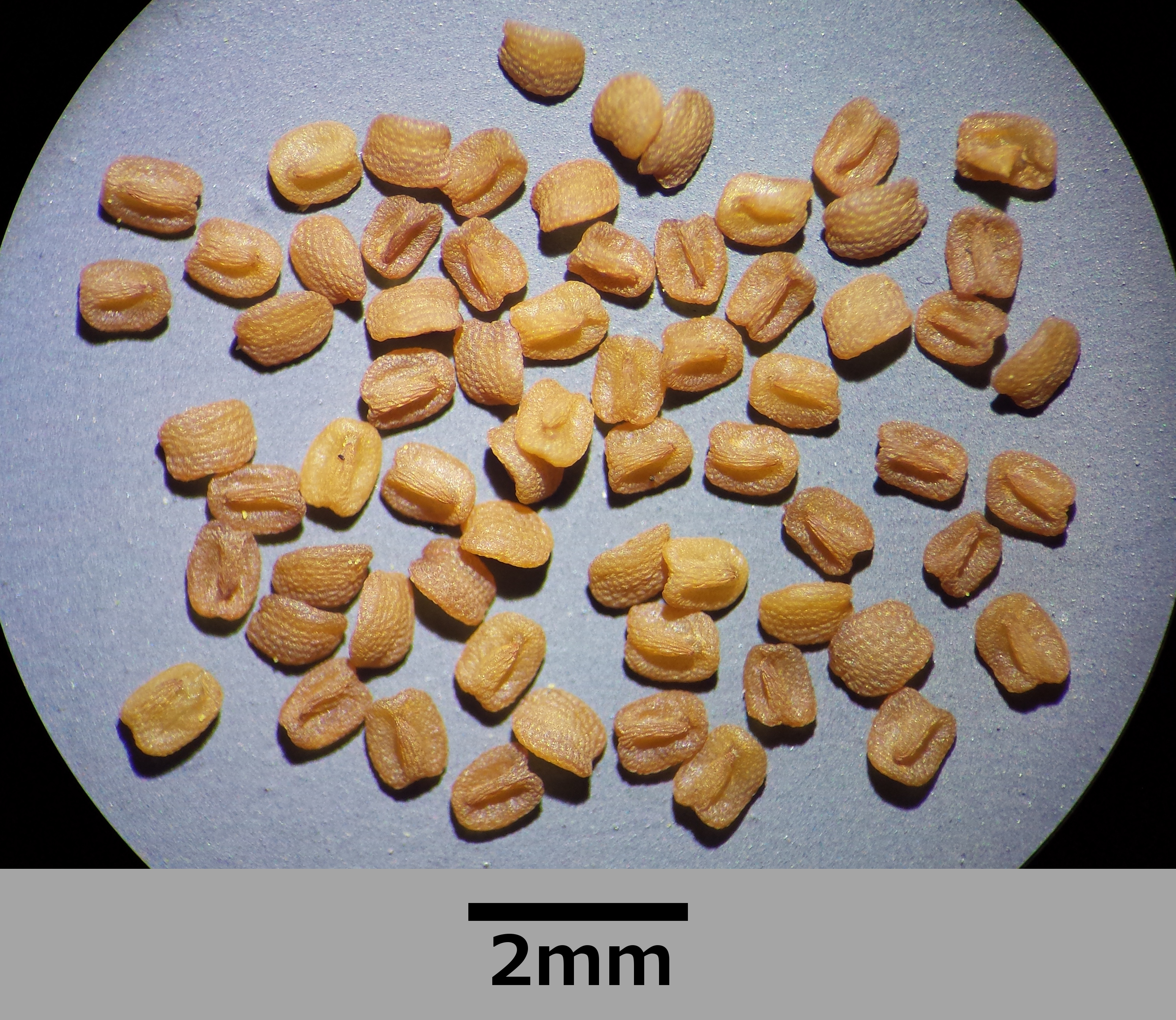
Semena